# Islam in Tadzjikistan

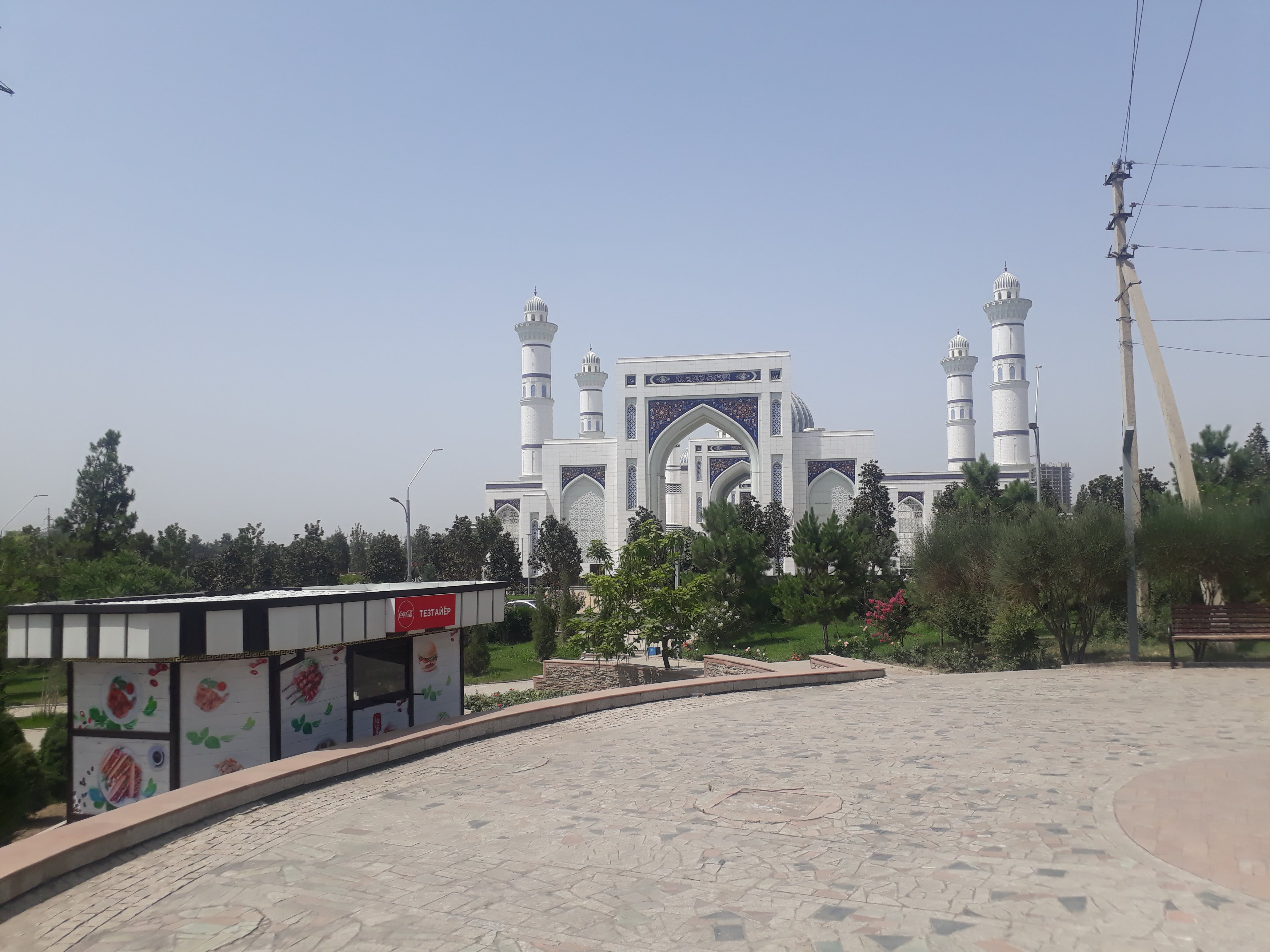
De Grote Moskee van Dushanbe.

De islam in Tadzjikistan is de grootse religie van het land. Volgens een persbericht van het Amerikaanse ministerie van Buitenlandse Zaken uit 2009 is de bevolking van Tadzjikistan voor 98% moslim (ongeveer 95% soennieten en 3% sjiieten), met enkele soefi-ordes.
De meeste Tadzjiken zijn soennitische moslims die de hanafitische rechtsschool volgen. Het is sinds 2009 een erkende religieuze traditie.
De sjiieten vormen de tweede grootse groep in het land. Vooral de ismailieten zijn dominant onder de Tadzjikse sjiieten. Zij leven vooral in het bergachtige oosten van het land in de provincie Gorno-Badachsjan.